# Tshilenge
Tshilenge este un oraș în  provincia Kasai-Oriental, Republica Democrată Congo. În 2012 avea o populație de 84 651 de locuitori, iar în 2004 avea 67 044.